# The Big Clock
The Big Clock (El reloj asesino o, literalmente, El gran reloj) es una película del género suspenso negro de 1948 dirigida por John Farrow, adaptada por el reconocido novelista y guionista Jonathan Latimer de la novela homónima de Kenneth Fearing.
La película en blanco y negro está ambientada en la ciudad de Nueva York, con las estrellas de cine Ray Milland, Maureen O’Sullivan, Charles Laughton y su esposa Elsa Lanchester. Al principio de la película aparecen Harry Morgan (en el papel de un matón a sueldo) y Noel Neill, que ese mismo año se haría famosa como la Lois Lane de la serie de cortometrajes Superman (en 1948).
Se hizo una nueva versión en los años 80, No hay salida.

## Argumento
La historia se narra en flashback. Cuando comienza, George Stroud (Ray Milland), editor en jefe de la revista Crimeways, se esconde de los guardias de seguridad en la torre del «gran reloj», el reloj más grande y sofisticado jamás construido, que domina el vestíbulo de la inmensa empresa de medios de comunicación para la que trabaja, Janoth Publications, en la ciudad de Nueva York.
George reflexiona sobre el hecho de que 36 horas antes, él llevaba una vida normal como empleado de Janoth. Estaba dispuesto a pasar más tiempo con su esposa (Maureen O’Sullivan), y estaban a punto de irse de luna de miel después de siete años de matrimonio, pero su tiránico jefe, Earl Janoth, le ordena que acepte una misión o lo despedirá. Harto de haber sido leal a una empresa que está poniendo en peligro su vida familiar, George renuncia. A continuación, se pone a charlar en el bar con la amante de Janoth, Pauline York (Rita Johnson), que ―también cansada de las manipulaciones egocéntricas de Janoth― le propone un plan para chantajear a Janoth. Cuando George  pierde su tren, su esposa se va sin él, enfadada. Él comienza a beber y pasa la noche recorriendo bares con la bella Pauline.
Pauline le dice que lo ayudará a humillar a Janoth escribiendo una biografía tórrida acerca del magnate. Después de que George le cuenta a Pauline que ese día Janoth había echado a un trabajador porque había elegido tinta roja en vez de la tinta verde que prefería Janoth, van en busca de un reloj verde como «regalo» para Janoth, que está obsesionado con el tiempo. En la vidriera de una tienda de antigüedades buscan el reloj verde, pero George descubre un cuadro de la pintora Patterson, y justo en ese momento una mujer de mediana edad trata de comprar esa pintura por diez dólares, pero George ofrece treinta y se queda con el cuadro, sin saber que la mujer es la propia Louise Patterson (Elsa Lanchester, en la vida real, esposa de Charles Laughton).
Después visitan el bar de Burt, que George frecuenta, y George le presenta a Pauline a un amigo actor de radionovelas, cuyos papeles han incluido el coronel Jefferson Randolph, el presidente McKinley, el inspector Reagan de Homicidios, el juez Goodbody, el Dr. Lifesaver, Cristóbal Colón y Theodore Roosevelt. Cumpliendo juguetonamente con la búsqueda del reloj verde, Burt le regala a George y a Pauline un reloj de sol plateado, pero al que adorna con una cinta de color verde.
Más tarde esa noche, George despierta en el sofá de Pauline, que lo echa apresurada porque ve por la ventana el automóvil de Janoth estacionado. Antes de llegar a la puerta de Pauline, Janoth vislumbra a George ―pero no lo reconoce entre las sombras― que baja por las escaleras. Janoth y Pauline entonces pelean acerca de sus respectivas infidelidades. Pauline le dice a Janoth que pasó la noche con un hombre llamado Jefferson Randolph. Cuando Janoth la insulta, Pauline declara cruelmente que las mujeres salen con él únicamente por su dinero. Enfurecido, él le da un fortísimo golpe en la cabeza con el reloj de sol, y la mata.

## Elenco
- Ray Milland como el periodista George Stroud
- Charles Laughton como Earl Janoth, el dueño del periódico
- Maureen O'Sullivan como Georgette Stroud, esposa de George Stroud
- Elsa Lanchester como Louise Patterson, la pintora del cuadro verde
- Harry Morgan como Bill Womack, el masajista de Earl Janoth
- Richard Webb como Nat Sperling
- Lane Chandler como portero en la casa de apartamentos
- Barry Norton como cliente en el restaurante Van Barth
- George Macready como Steve Hagen, gerente y cómplice de Earl Janoth
- Rita Johnson como Pauline York, la amante de Earl Janoth
- Harold Vermilyea como Don Klausmeyer, el experto en arte de la revista
- Dan Tobin como Roy Cordette
- Elaine Riley como Lily Gold, periodista
- Luis Van Rooten como Edwin Orlin, periodista
- Bobby Watson como Morton Mort Spaulding, periodista investigador
- Lloyd Corrigan como Mike, un actor de radionovelas ―alias Jefferson Randolph, McKinley, e inspector Reagan, entre otros― y cuarto exesposo de la pintora Louise Patterson
- Frank Orth como Burt, el barman
- Harry Rosenthal como Charlie, un cliente del bar de Burt
- Margaret Field como la Sra. Adams, secretaria de George Stroud
- Noel Neill como la ascensorista al principio de la película.
- Philip Van Zandt como Sidney Kislav, periodista compañero de George Stroud
- Henri Letondal como vendedor de antigüedades (que vende el cuadro de color verde).
- Douglas Spencer como Bert Finch, periodista investigador
- B. G. Norman como George Jr.
- Joey Ray como Joe Talbot
- Frances Morris como la Sra. Grace Adams, secretaria de George Stroud
- Erno Verebes como mesero
- James Burke como O'Brien
- Lucille Barkley como la chica del guardarropa
- Harland Tucker como Seymour Roberts
- Gordon Richards como Warren Parks
- Joe Whitehead como pescador
- Henry Guttman como Rufus Rowe
- Len Hendry como Bill Morgan, el masajista de Earl Janoth
- Jim Davies como barman
- Noel Neill como operadora de ascensor
- Kay Young como operadora de ascensor
- Lee Emery como operadora de ascensor
- Wally Earl como operadora de ascensor
- Lillian Lindsco como operadora de ascensor
- Bea Allen como operadora de ascensor/empleada en el puesto de periódicos
- Mary Currier como Ivy Temple
- Earle Hodgins como guía
- Darlene Mohilef como ascensorista
- Sheila Raven como ascensorista y como clienta en el bar Van Barth
- Robert Coleman como el mensajero
- Norman Leavitt como turista
- Al Ferguson como guardia en el edificio Janoth
- Eric Alden como guardia en el edificio Janoth
- Pat Lane como guardia en el edificio Janoth
- Ralph Dunn como guardia en el edificio Janoth
- Mike Donovan como guardia en el edificio Janoth
- Chuck Hamilton como guardia en el edificio Janoth
- Jim Drum como guardia en el edificio Janoth
- Bob Kortman como guardia en el edificio Janoth
- Stuart Holmes como guardia en el edificio Janoth/Bit man
- Harry Anderson como el guardia alto
- Pepito Perez como jefe de meseros en el restaurante Van Barth
- Nicholas Vehr como portero en el restaurante Van Barth
- Henry Guttman como cliente en el restaurante Van Barth
- Bess Flowers como cliente en el restaurante Van Barth, y estilista en la sala de conferencias
- Frances Conley como la secretaria Srta. Connely
- Lucy Knoch como una secretaria
- Dorothy Barrett como una secretaria
- Jean Marshall como miembro del equipo de la revista Sportsways, y como barman
- Virginia Doffy como una secretaria
- Robbie Franks como una secretaria
- Julia Faye como una secretaria
- William Meader como miembro del equipo de la revista Airways
- Billy Burt como miembro del equipo de la revista Sportsways, y como barman
- Jerry James como un hombre con pescado
- Skippy Elliott como la Srta. Blanchard
- Frederick Howard como Baxter James
- Theresa Harris como Daisy
- Broderick O'Farrell como Flavin
- James Carlisle como Van Spove
- Bert Moorhouse como editor
- Don McGill como Kiska
- Mary Donovan como una mujer en la sala de conferencias
- John Farrell como borracho
- Frank Hagney como hielero
- Marlene Aames como Rosa [O’Flynn]
- Judy Nugent como Penélope
- Napoleon Whiting como Bootblack
- Dick Keene como cocinero de hamburguesas
- Cliff Heard como taxista
- Lester Dorr como taxista
- Robert Stephenson como taxista
- Gary Owen como taxista